# علویه (میبد)
علویه، روستایی از توابع بخش ندوشن شهرستان میبد در استان یزد ایران است.

## جمعیت
این روستا در دهستان ندوشن قرار دارد و براساس سرشماری مرکز آمار ایران در سال ۱۳۸۵، جمعیت آن ۵۰ نفر (۲۰خانوار) بوده‌است.